# The Lord Loves the One (That Loves the Lord)
«The Lord Loves the One (That Loves the Lord)» es una canción del músico británico George Harrison, publicada en el álbum de estudio Living in the Material World (1973). Al igual que «la canción que da título al álbum, «The Lord Loves the One (That Loves the Lord)» está inspirada en las enseñanzas de A.C. Bhaktivedanta Swami Prabhupada, fundador de International Society for Krishna Consciousness. La canción fue descrita como un punto álgido de Living in the Material World, aunque también es señalado por críticos musicales como un ejemplo de sus «insinuaciones predicadoras».

## Personal
- George Harrison voz, guitarra acústica, guitarra slide y coros.
- Nicky Hopkins: piano eléctrico
- Klaus Voormann: bajo y saxofón tenor
- Jim Keltner: batería
- Jim Horn: saxofón y arreglos de viento